# Iván Tejero
Iván Tejero Vázquez (Gijón, España, 10 de marzo de 1977), más conocido como Iván Tejero, es un triatleta y exnadador internacional español. Ha formado parte de la selección española de triatlón en diferentes categorías, compitiendo en la actualidad en distancia Ironman, labor que compagina con su labor de entrenador de natación y triatlón. En 2016 finalizó el Mundial Ironman de Hawái en grupos de edad.

## Trayectoria
Compitió en categorías inferiores de natación, siendo campeón de España en distintas categorías, destacó como bracista. Es hijo de entrenadores de natación, en concreto su madre, María Antonia Vázquez, fue campeona de España de natación.
Debutó en triatlón en el año 2000. A partir de 2001, consigue una beca externa en la Residencia Joaquín Blume de Madrid, progresando como triatleta, llegando a ser sexto clasificado absoluto en el Campeonato de España distancia olímpica. Ha sido además 3º de España en el Campeonato de España de Acuatlón y 4º en el Campeonato de España de Media Distancia.
Ha sido campeón de Andalucía en distancia olímpica y media y ha ganado numerosos triatlones como Sevilla, Guadalajara, Titán Sierra de Cádiz, siendo 8 veces Ironman Finisher compitiendo por todo el mundo (Lanzarote, Cozumel, Los Cabos, Vichy, Wales,...). En 2016 se clasificó y finalizó el Mundial Ironman en Hawái. Su mejor marca en distancia Ironman es de 8 horas 39 mninutos con un 2º puesto en Full Ican Gandía (2015).
Por equipos, ha sido tres veces subcampeón de la Copa del Rey de Triatlón con el Club Aquaslava de Antequera (Málaga). Como entrenador, actualmente gestiona el grupo y web de entrenamientos Infinity Endurance junto a su pareja y triatleta Patricia Bueno Pérez.

## Clubes de triatlón a los que ha pertenecido
- 2002-2008 Club Natación Jaén
- 2009-2015 Aquaslava Antequera
- 2015-2016 Trialandalus Mijas
- 2016-¿? Red Blue Racing